# Fruitafossor
Fruitafossor byl rod primitivních savců, který žil v období geologického věku kimmeridž před více než sto padesáti miliony let.

## Historie
Název byl vytvořen spojením místa objevu, městečka Fruita v americkém státě Colorado, a latinského výrazu fossor, který znamená „hrabáč“. Byl popsán jediný zástupce rodu, typový druh Fruitafossor windscheffeli, pojmenovaný podle amatérského archeologa Wallyho Windscheffela, který roku 1998 jako první nalezl v sedimentech souvrství Morrison zachovanou kostru tohoto malého savce.

## Paleobiologie
Fruitafossor byl dlouhý okolo 15 cm a jeho váha se odhaduje na pouhých 30 gramů. Jeho chrup postrádal sklovinu a postupně dorůstal, což naznačuje podobnou stravu a způsob života, jako vedou recentní chudozubí (nebyl však s nimi nijak příbuzný, jde o případ konvergence). Jeho potravu tvořil hmyz, převážně termiti (mravencovití v období jury pravděpodobně ještě nežili). Měl mohutné přední končetiny přirovnávané k Pepkovi námořníkovi a ostré drápy, které mu usnadňovaly rozhrabávání termitišť, stejně jako xenarthrální spojení krčních a bederních obratlů zpevňující páteř. Hrabání mu také zřejmě pomáhalo skrýt se před predátory.